# Philippe Sly
Philippe Sly, né en 1988 à Ottawa (Canada), est un baryton-basse canadien.

## Biographie
Philippe Sly grandit à Ottawa et fait ses études musicales à l'Université McGill à Montréal. En 2011, il est l'un des lauréats des Metropolitan Opera National Council Auditions. L'année suivante, il remporte le premier prix du Concours musical international de Montréal.
Il fait ses débuts en 2013 à l'Opéra de San Francisco en Guglielmo dans Così fan tutte et en 2015 en Figaro dans Les Noces de Figaro. En 2017, il incarne le rôle-titre de Don Giovanni au Festival d'Aix-en-Provence. Deux ans plus tard, il chante Leporello à l'Opéra de Paris.

## Discographie
- In Dreams : Schumann, Dichterliebe - Ravel, Don Quichotte à Dulcinée - Ropartz, Quatre poèmes (d’après l’Intermezzo d'Heinrich Heine) - Dove, Three Tennyson Songs, Michael McMahon (piano) (2012, Analekta)
- Rameau, Les Amants trahis - Cantates françaises, Hélène Guilmette (soprano), Luc Beauséjour (clavecin) (2013, Analekta)
- Love's Minstrels: English Songs from the 19th and 20th Centuries, Michael McMahon (piano) (2014, Analekta)
- Schubert Sessions : Lieder avec guitare, John Charles Britton (guitare) (2016, Analekta)
- Honegger & Ibert, L'Aiglon (Marmont), Orchestre symphonique de Montréal, Kent Nagano (dir.) (2016, Decca)
- Mozart, Les Noces de Figaro (Antonio), Chamber Orchestra of Europe, Yannick Nézet-Séguin (dir.) (2016, Deutsche Grammophon)
- Mozart, Così fan tutte (Guglielmo), Orchestre de l'Opéra de Paris, Philippe Jordan (dir.), Anne Teresa De Keersmaeker (mise en scène et chorégraphie) (2017, DVD, Arthaus)
- Berlioz, Les Troyens (Panthée), Orchestre philharmonique de Strasbourg, John Nelson (dir.) (2017, Erato)
- Berlioz, Béatrice et Bénédict (Claudio), London Philharmonic Orchestra, Antonello Manacorda (dir.), Laurent Pelly (mise en scène), enregistré au Festival de Glyndebourne (2017, DVD, Opus Arte)
- Fauré / Duruflé, Requiem, Julie Boulianne (soprano), Les Petits Chanteurs du Mont-Royal, Chœur de l'église St-Andrew and St-Paul, John Oldengarm (orgue), Jean-Sébastien Vallée (dir.) (2019, Atma Classique)
- Schubert, Winterreise, adaptation pour baryton-basse, clarinette, trombone, accordéon, violon, piano et vielle à roue, Le Chimera Project (2019, Analekta)